# Pierre Camara
Pierre Camara (Francia, 15 de septiembre de 1965) es un atleta francés retirado especializado en la prueba de triple salto, en la que consiguió ser campeón mundial en pista cubierta en 1993.

## Carrera deportiva
En el Campeonato Mundial de Atletismo en Pista Cubierta de 1993 ganó la medalla de oro en el triple salto, con un salto de 17.59 metros, superando al letón Māris Bružiks (plata con 17.36 metros) y al bermudense Brian Wellman (bronce con 17.27 metros).